# 马里诺区
马里诺区（俄語：район Марьино）是莫斯科东南行政区的一区，面积12平方公里，人口272,278人。它境内有布拉迪斯拉发站、马里诺站、佩列尔瓦站和库里亚诺沃站。该区与柳布利诺区、卡波特尼亚区、布拉捷耶沃区、莫斯科河-萨布罗沃区和佩恰特尼基区接壤。